# Реддінг (Каліфорнія)
Реддінг (англ. Redding) — місто (англ. city) в США, в окрузі Шаста штату Каліфорнія. Населення — 93 611 особа (2020).

## Географія
Реддінг розташований за координатами 40°34′3″ пн. ш. 122°21′53″ зх. д. / 40.56750° пн. ш. 122.36472° зх. д. (40.567432, -122.364827).  За даними Бюро перепису населення США в 2010 році місто мало площу 158,44 км², з яких 154,49 км² — суходіл та 3,96 км² — водойми.

### Клімат
| Клімат : Реддінг                           | Клімат : Реддінг | Клімат : Реддінг | Клімат : Реддінг | Клімат : Реддінг | Клімат : Реддінг | Клімат : Реддінг | Клімат : Реддінг | Клімат : Реддінг | Клімат : Реддінг | Клімат : Реддінг | Клімат : Реддінг | Клімат : Реддінг | Клімат : Реддінг |
| Показник                                   | Січ.             | Лют.             | Бер.             | Квіт.            | Трав.            | Черв.            | Лип.             | Серп.            | Вер.             | Жовт.            | Лист.            | Груд.            | Рік              |
| Абсолютний максимум, °C                    | 26,7             | 28,3             | 31,1             | 35,6             | 41,1             | 47,2             | 47,8             | 46,1             | 46,7             | 40,6             | 31,1             | 25,6             | 47,8             |
| Середній максимум, °C                      | 12,8             | 15,4             | 18,1             | 21,4             | 27,1             | 32,3             | 36,9             | 35,9             | 32,4             | 25,4             | 16,9             | 12,5             | 24,0             |
| Середня температура, °C                    | 7,6              | 9,7              | 12,1             | 14,6             | 19,6             | 24,4             | 27,9             | 26,6             | 23,4             | 17,6             | 10,9             | 7,4              | 16,9             |
| Середній мінімум, °C                       | 2,5              | 4,1              | 6,1              | 7,8              | 12,1             | 16,4             | 18,9             | 17,2             | 14,3             | 9,7              | 4,9              | 2,4              | 9,6              |
| Абсолютний мінімум, °C                     | −8,9             | −6,1             | −2,2             | −2,2             | 1,1              | 5,6              | 11,7             | 10,0             | 4,4              | 0,6              | −5,6             | −8,9             | −8,9             |
| Середня кількість сонячних годин на місяць | 226              | 256              | 312              | 351              | 395              | 423              | 451              | 421              | 338              | 314              | 251              | 204              | 3942             |
| Норма опадів, мм                           | 151              | 140              | 111              | 63               | 47               | 18               | 2                | 5                | 16               | 53               | 114              | 159              | 879              |
| Днів з опадами                             | 13,1             | 8,7              | 12,3             | 7,9              | 7,2              | 4,0              | 0,6              | 0,9              | 2,1              | 4,1              | 6,8              | 10,2             | 77,9             |
| ------------------------------------------ | ---------------- | ---------------- | ---------------- | ---------------- | ---------------- | ---------------- | ---------------- | ---------------- | ---------------- | ---------------- | ---------------- | ---------------- | ---------------- |
| Джерело:                                   |                  |                  |                  |                  |                  |                  |                  |                  |                  |                  |                  |                  |                  |

## Демографія
Згідно з переписом 2010 року, у місті мешкала 89 861 особа в 36 130 домогосподарствах у складі 22 791 родини. Густота населення становила 567 осіб/км².  Було 38679 помешкань (244/км²).
Расовий склад населення:
| - 85,8 % — білих - 3,4 % — азіатів - 2,3 % — корінних американців - 1,2 % — чорних або афроамериканців - 0,2 % — вихідців з тихоокеанських островів - 2,6 % — осіб інших рас |

До двох чи більше рас належало 4,6 %. Частка іспаномовних становила 8,7 % від усіх жителів.
За віковим діапазоном населення розподілялося таким чином: 22,8 % — особи молодші 18 років, 60,8 % — особи у віці 18—64 років, 16,4 % — особи у віці 65 років та старші. Медіана віку мешканця становила 38,5 року. На 100 осіб жіночої статі у місті припадало 93,8 чоловіків;  на 100 жінок у віці від 18 років та старших — 90,4 чоловіків також старших 18 років.
Середній дохід на одне домашнє господарство  становив 59 650 доларів США (медіана — 43 341), а середній дохід на одну сім'ю — 72 032 долари (медіана — 56 273). Медіана доходів становила 46 104 долари для чоловіків та 36 204 долари для жінок. За межею бідності перебувало 18,8 % осіб, у тому числі 22,6 % дітей у віці до 18 років та 7,6 % осіб у віці 65 років та старших.
Цивільне працевлаштоване населення становило 37 032 особи. Основні галузі зайнятості: освіта, охорона здоров'я та соціальна допомога — 25,1 %, роздрібна торгівля — 14,1 %, мистецтво, розваги та відпочинок — 11,0 %, науковці, спеціалісти, менеджери — 10,3 %.